# 에구치 료마
에구치 료마(일본어: 江口 稜馬, 1999년 10월 22일~)는 일본의 축구 선수이다.

## 구단 경력
그는 2022년 J3리그의 테게바자로 미야자키에 입단했다. 2024년까지 51경기에 출전. 2024년 7월 J1리그의 FC 마루야스 오카자키로 이적했다.